# Плахетка, Ян
Ян Плахетка (словац. Ján Plachetka; род. 18 февраля 1945, Тренчин) — словацкий шахматист, гроссмейстер (1978). Тренер. Шахматный журналист. Инженер. 
В составе сборной команды ЧССР участник студенческих чемпионатов мира (1965, 1966, 1968 и 1969); чемпионатов Европы (с 1965), Всемирных олимпиад (1974, 1980—1986). В 1994 и 2002 годах представлял сборную Словакии на олимпиадах.
Чемпион Словакии (1975, 1993); серебряный (1992) и бронзовый (1973, 1988) призёр чемпионата Чехословакии.
Победитель и призёр многих международных соревнований: Лугачовице (1973) — 4—5-е; Римавска-Собота (1975) — 1-е; Поляница-Здруй (1975) — 1—2-е; Марибор (1977) — 1—3-е; Винковци (1977 и 1986) — 1-е и 4—5-е; Тбилиси — Сухуми (1977) — 4—6-е; Вировитица (1978) — 3—5-е; Опатия и Оджаци (1978) — 2-е; Залаэгерсег (1981) — 3—4-е; Стари-Смоковец (1983) — 4—5-е; Шампаньоль (1984; 260 участников) — 1—8-е; Прага (1984) — 1—3-е; Страсбур (1985) — 1—5-е; Мальмё (1985/1986; 48 участников) — 4—7-е; Трнава (1986) — 3-е; Мец (1986; 129 участников) — 1-е места.

## Изменения рейтинга
| Графики недоступны из-за технических проблем. См. информацию на Фабрикаторе и на mediawiki.org. |